# Veauce
Veauce est une commune française située dans le département de l'Allier, en région Auvergne-Rhône-Alpes. Commune rurale, elle compte une quarantaine d'habitants.
Elle est réputée pour son église romane et son château.

## Géographie

### Localisation
Veauce est située dans le sud-centre du département de l'Allier, 
à 6 km au nord de la limite avec le département du Puy-de-Dôme, en bordure sud-est de la forêt des Colettes. La commune est traversée par le ruisseau du même nom, la Veauce, affluent de la rive gauche de la Sioule.
La commune est située à vol d'oiseau à 13 km au nord-ouest de Gannat, à 25 km au sud-ouest de Saint-Pourçain-sur-Sioule, à 29 km à l'ouest-nord-ouest de Vichy et à 30 km au nord de Riom (Puy-de-Dôme).
Ses communes limitrophes sont :
|           | Bellenaves | Valignat |
| Lalizolle | Veauce     |          |
|           | Sussat     |          |

### Transports
Le village est traversé par les routes départementales 118 (vers Bellenaves au nord et Vicq au sud-est), 183 (vers Naves à l'est) et 285 (vers Valignat).
La commune se trouve entre 4 et 5 km à l'ouest de l'autoroute A71. L'accès le plus proche est le péage de Gannat (sortie 12) à 12 km au sud-est.

### Climat
Pour des articles plus généraux, voir Climat d'Auvergne-Rhône-Alpes et Climat de l'Allier.
En 2010, le climat de la commune est de type climat océanique dégradé des plaines du Centre et du Nord, selon une étude du CNRS s'appuyant sur une série de données couvrant la période 1971-2000. En 2020, Météo-France publie une typologie des climats de la France métropolitaine dans laquelle la commune est exposée à un climat de montagne ou de marges de montagne et est dans la région climatique Ouest et nord-ouest du Massif Central, caractérisée par une pluviométrie annuelle de 900 à 1 500 mm, maximale en automne et en hiver.
Pour la période 1971-2000, la température annuelle moyenne est de 10,6 °C, avec une amplitude thermique annuelle de 15,7 °C. Le cumul annuel moyen de précipitations est de 834 mm, avec 11,5 jours de précipitations en janvier et 7,5 jours en juillet. Pour la période 1991-2020, la température moyenne annuelle observée sur la station météorologique de Météo-France la plus proche, « Echassières_sapc », sur la commune d'Échassières à 10 km à vol d'oiseau, est de 10,3 °C et le cumul annuel moyen de précipitations est de 847,3 mm,. Pour l'avenir, les paramètres climatiques de la commune estimés pour 2050 selon différents scénarios d'émission de gaz à effet de serre sont consultables sur un site dédié publié par Météo-France en novembre 2022.

## Urbanisme

### Typologie
Au 1er janvier 2024, Veauce est catégorisée commune rurale à habitat très dispersé, selon la nouvelle grille communale de densité à 7 niveaux définie par l'Insee en 2022.
Elle est située hors unité urbaine et hors attraction des villes,.

### Occupation des sols

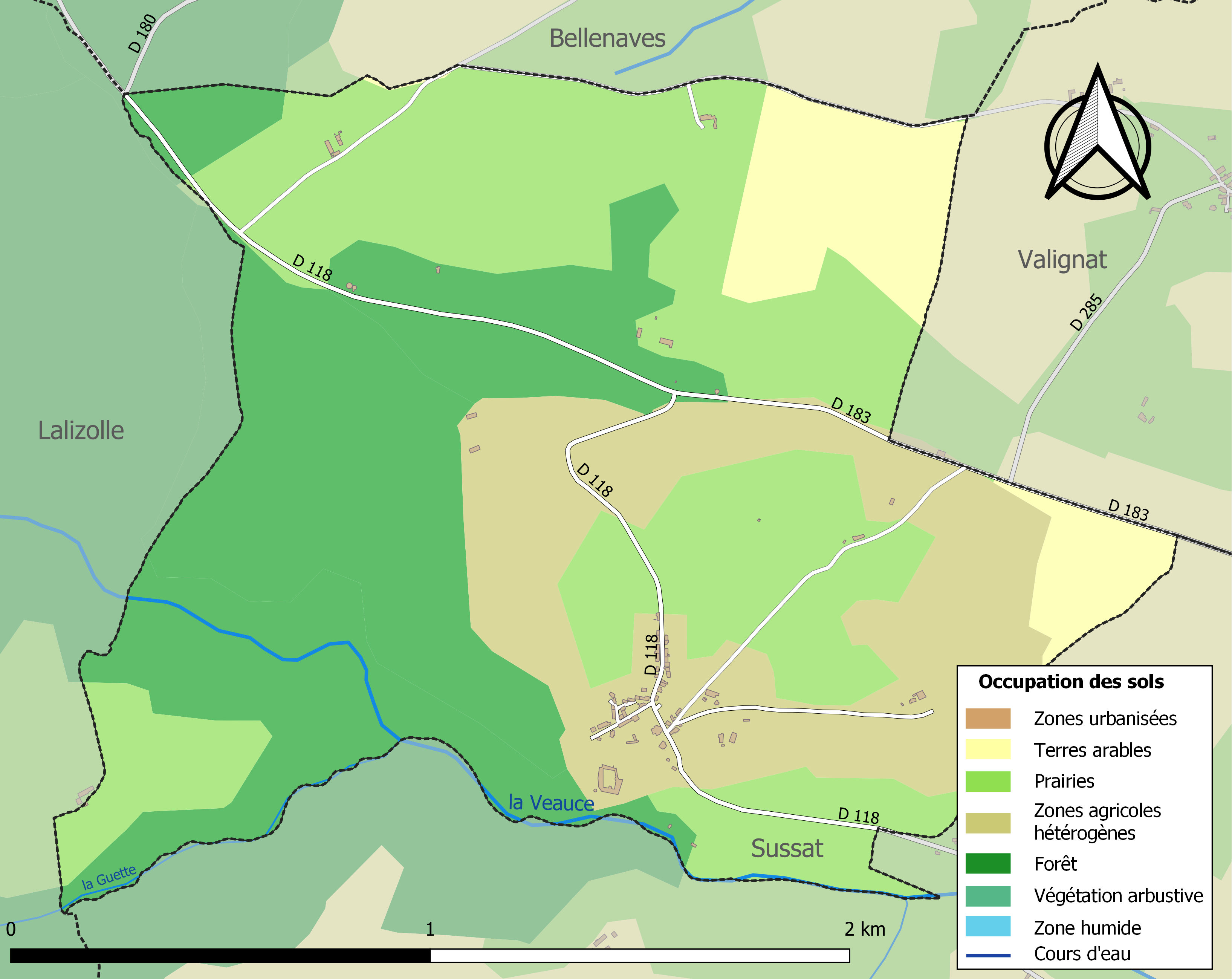
Carte des infrastructures et de l'occupation des sols de la commune en 2018 (CLC).

L'occupation des sols de la commune, telle qu'elle ressort de la base de données européenne d’occupation biophysique des sols Corine Land Cover (CLC), est marquée par l'importance des territoires agricoles (66,9 % en 2018), une proportion identique à celle de 1990 (66,9 %). La répartition détaillée en 2018 est la suivante : 
prairies (35,9 %), forêts (33,1 %), zones agricoles hétérogènes (22,3 %), terres arables (8,7 %).
L'IGN met par ailleurs à disposition un outil en ligne permettant de comparer l’évolution dans le temps de l’occupation des sols de la commune (ou de territoires à des échelles différentes). Plusieurs époques sont accessibles sous forme de cartes ou photos aériennes : la carte de Cassini (XVIIIe siècle), la carte d'état-major (1820-1866) et la période actuelle (1950 à aujourd'hui).

## Histoire
L'histoire de la commune s'est faite autour de son château et de son église.
Veauce fait historiquement partie du Bourbonnais depuis la fin Moyen Âge (XIIIe siècle).

## Politique et administration

### Liste des maires
| Période                                  | Période                      | Identité         | Étiquette | Qualité                     |
| ---------------------------------------- | ---------------------------- | ---------------- | --------- | --------------------------- |
| Les données manquantes sont à compléter. |                              |                  |           |                             |
| avant 1988                               | ?                            | Hubert Guillot   |           |                             |
| mars 2001                                | En cours (au 8 juillet 2020) | Marcelle Dessale | DVG       | Retraitée de l'enseignement |

### Rattachements
Veauce a fait partie du district de Gannat de 1793 à 1801 ; elle a été rattachée à l'arrondissement de Gannat de 1801 à 1926 puis à celui de Montluçon de 1926 à 2016. Depuis le 1er janvier 2017, afin que les arrondissements du département « correspondent à une meilleure cohérence administrative et [à une] adaptation aux bassins de vie », la commune passe dans l'arrondissement de Vichy.
Elle a fait partie du canton de Bellenaves de 1793 à 1802 (année où le chef-lieu fut transféré à Ébreuil). Depuis 2015, la commune est rattachée au canton de Gannat.

## Population et société

### Démographie
L'évolution du nombre d'habitants est connue à travers les recensements de la population effectués dans la commune depuis 1793. Pour les communes de moins de 10 000 habitants, une enquête de recensement portant sur toute la population est réalisée tous les cinq ans, les populations de référence des années intermédiaires étant quant à elles estimées par interpolation ou extrapolation. Pour la commune, le premier recensement exhaustif entrant dans le cadre du nouveau dispositif a été réalisé en 2008.

En 2022, la commune comptait 39 habitants, en évolution de +5,41 % par rapport à 2016 (Allier : −1,38 %, France hors Mayotte : +2,11 %).
| 1793 | 1800 | 1806 | 1821 | 1831 | 1836 | 1841 | 1846 | 1851 |
| ---- | ---- | ---- | ---- | ---- | ---- | ---- | ---- | ---- |
| 191  | 171  | 177  | 179  | 177  | 194  | 218  | 206  | 206  |

| 1856 | 1861 | 1866 | 1872 | 1876 | 1881 | 1886 | 1891 | 1896 |
| ---- | ---- | ---- | ---- | ---- | ---- | ---- | ---- | ---- |
| 200  | 209  | 196  | 201  | 200  | 208  | 197  | 182  | 186  |

| 1901 | 1906 | 1911 | 1921 | 1926 | 1931 | 1936 | 1946 | 1954 |
| ---- | ---- | ---- | ---- | ---- | ---- | ---- | ---- | ---- |
| 212  | 179  | 171  | 130  | 133  | 109  | 117  | 104  | 88   |

| 1962 | 1968 | 1975 | 1982 | 1990 | 1999 | 2006 | 2008 | 2013 |
| ---- | ---- | ---- | ---- | ---- | ---- | ---- | ---- | ---- |
| 75   | 60   | 44   | 36   | 30   | 46   | 42   | 41   | 37   |

| 2018 | 2022 | - | - | - | - | - | - | - |
| ---- | ---- | - | - | - | - | - | - | - |
| 39   | 39   | - | - | - | - | - | - | - |

### Enseignement
Veauce dépend de l'académie de Clermont-Ferrand. Il n'existe aucune école.
Les collégiens se rendent à Bellenaves et les lycéens à Saint-Pourçain-sur-Sioule.

## Culture locale et patrimoine

### Lieux et monuments

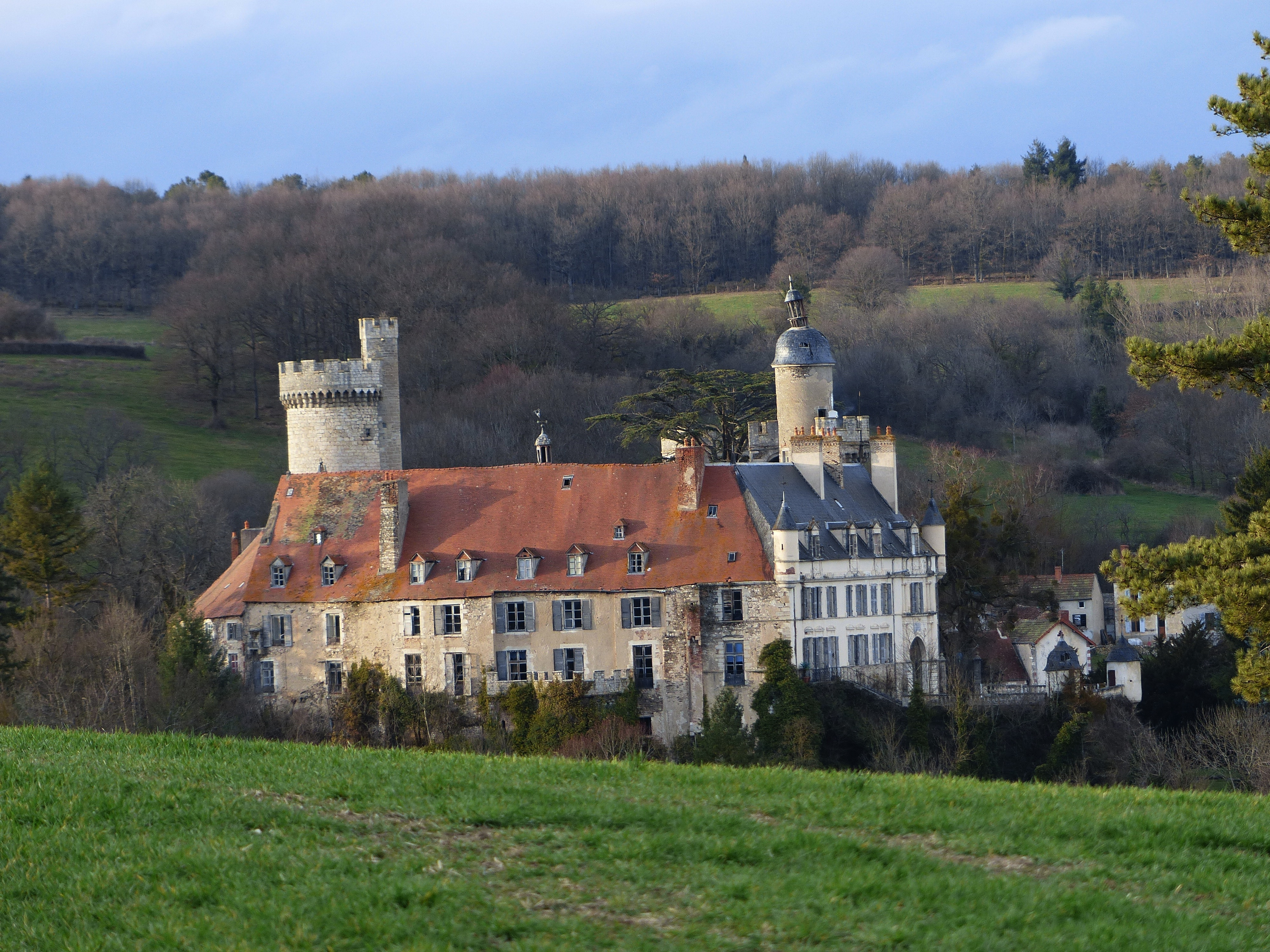
Château de Veauce, façade méridionale

- Église romane Sainte-Croix de Veauce, chef-d'œuvre du XIIe siècle de l'art roman auvergnat,  Classé MH
- Château de Veauce, enceinte polygonale des XIIIe et XVe siècles, remaniée à la Renaissance et fortement corrigée au XIXe siècle[22],  Classé MH.
- Manoir des Noix du XVIe siècle.

### Personnalités liées à la commune
- Charles de Cadier, baron de Veauce (1820-1884), député et sénateur de l'Allier.